# Adolf Wiman
Adolf Nathanael Wiman, född 13 oktober 1885 i Göteborg, död 10 juli 1947 i Växjö, var en svensk arkitekt. 
Adolf Wiman studerade först vid Högre latinläroverket i Göteborg, med fortsatta studier vid Chalmers tekniska institut. Han praktiserade vid flera arkitektkontor, varvid han bland annat medverkade i att rita Göteborgs högskola. År 1912 flyttade han till Växjö, där han drev en egen arkitektbyrå från 1914.
Han var gift med Anna Johansson (1897—1980). Paret hade bland annat dottern Ann-Mari Wiman.

## Byggnader i urval
- Östra Värends domsagas tingshus, Vallgatan/Trädgårdsgatan, Växjö, 1921-1922
- Bostadshus, hörnet av Pilgatan och Parkgatan i Värnamo, Träsket 6, 1923
- Byggnad för Götabanken, Storgatan 15, Ljungby, 1928-1930
- Lessebo Folkets hus, 1935-1936
- Sankta Anna kapell, begravningskapell på Västra kyrkogården i Halmstad, 1941
- Skogslyckans kyrka, kyrkobyggnad i Växjö, 1943
- Uppståndelsekapellet, Värnamo, 1958 (bearbetat och slutfört av Hugo Bolker
- Lessebo folkskola
- Sävsjö folkskola
- Älmhults folkskola och realskola
- Strömsnäsbruks realskola

## Bildgalleri

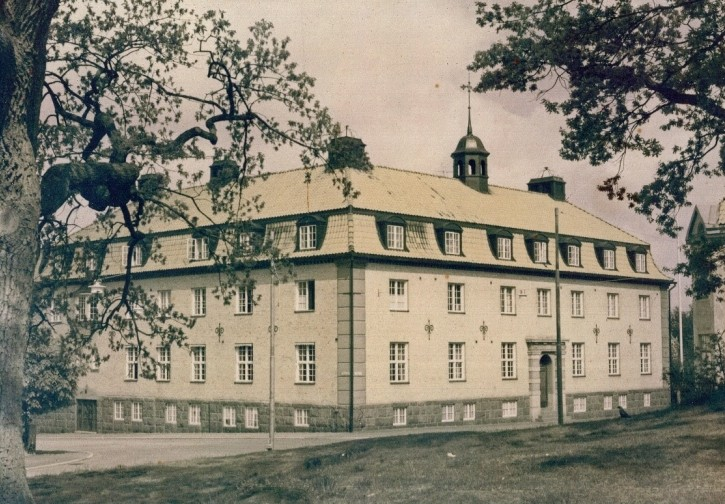
Östra Värends domsagas tingshus, Växjö
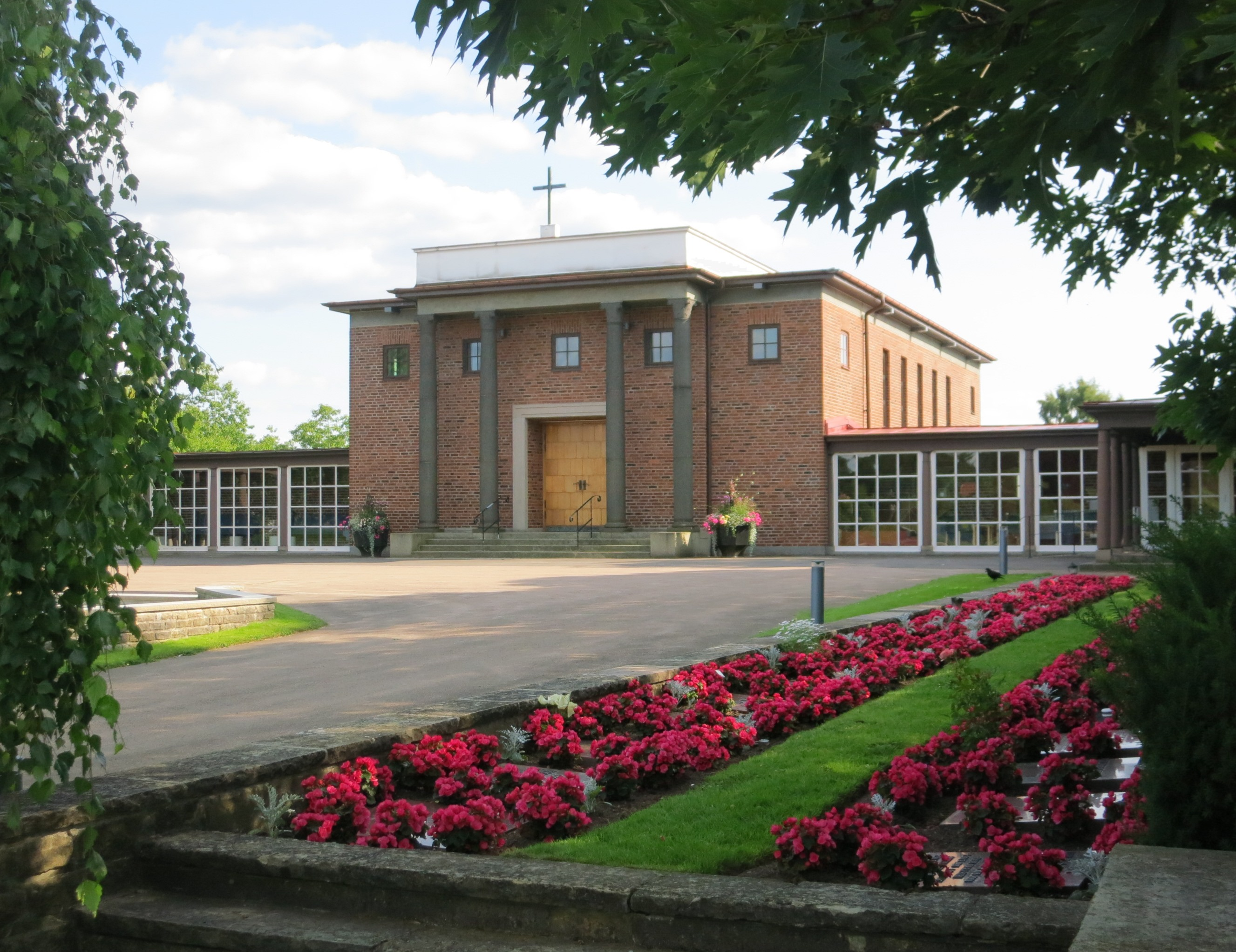
Sankta Katarina kapell på Västra kyrkogården i Halmstad
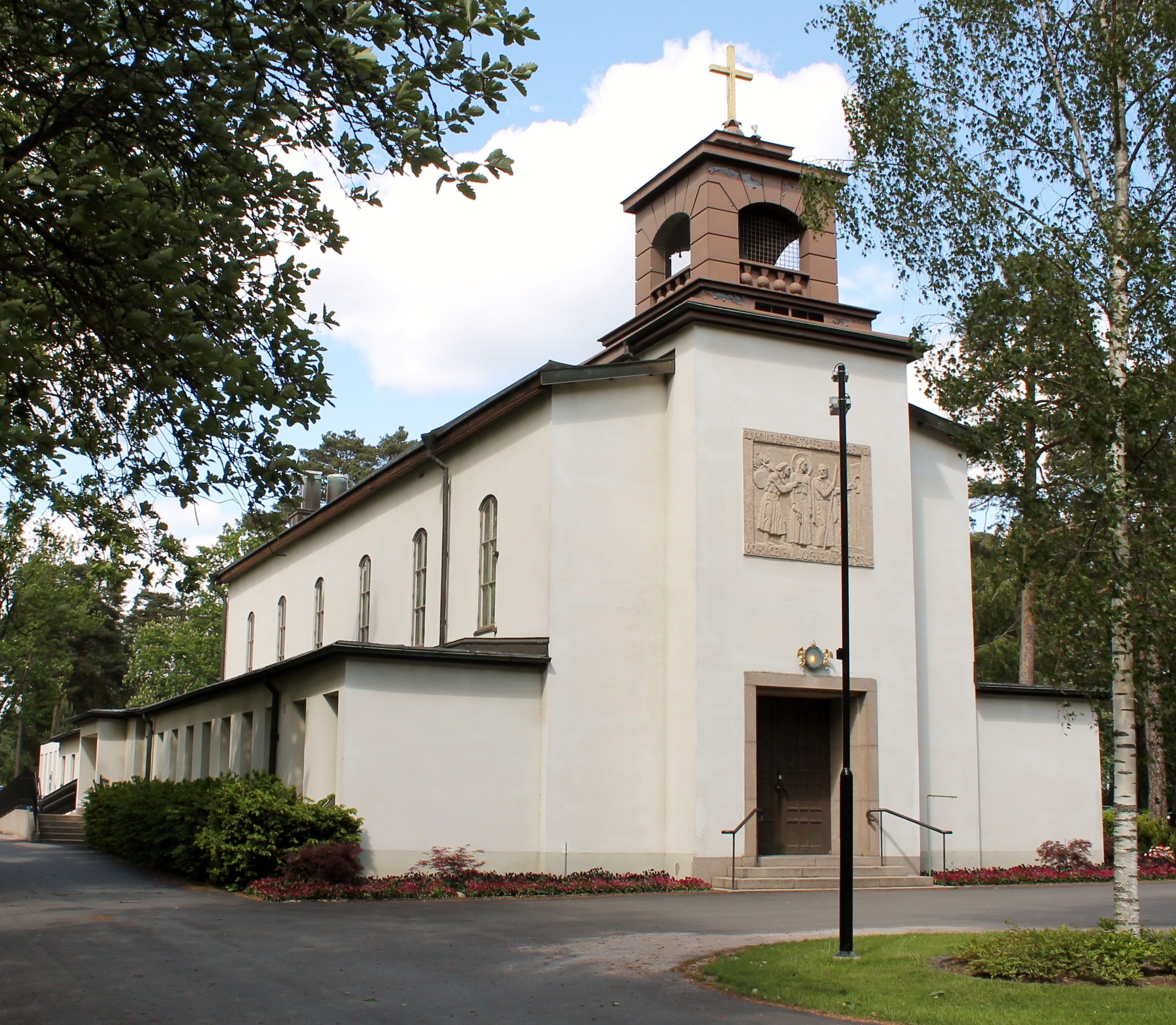
Skogslyckans kyrka
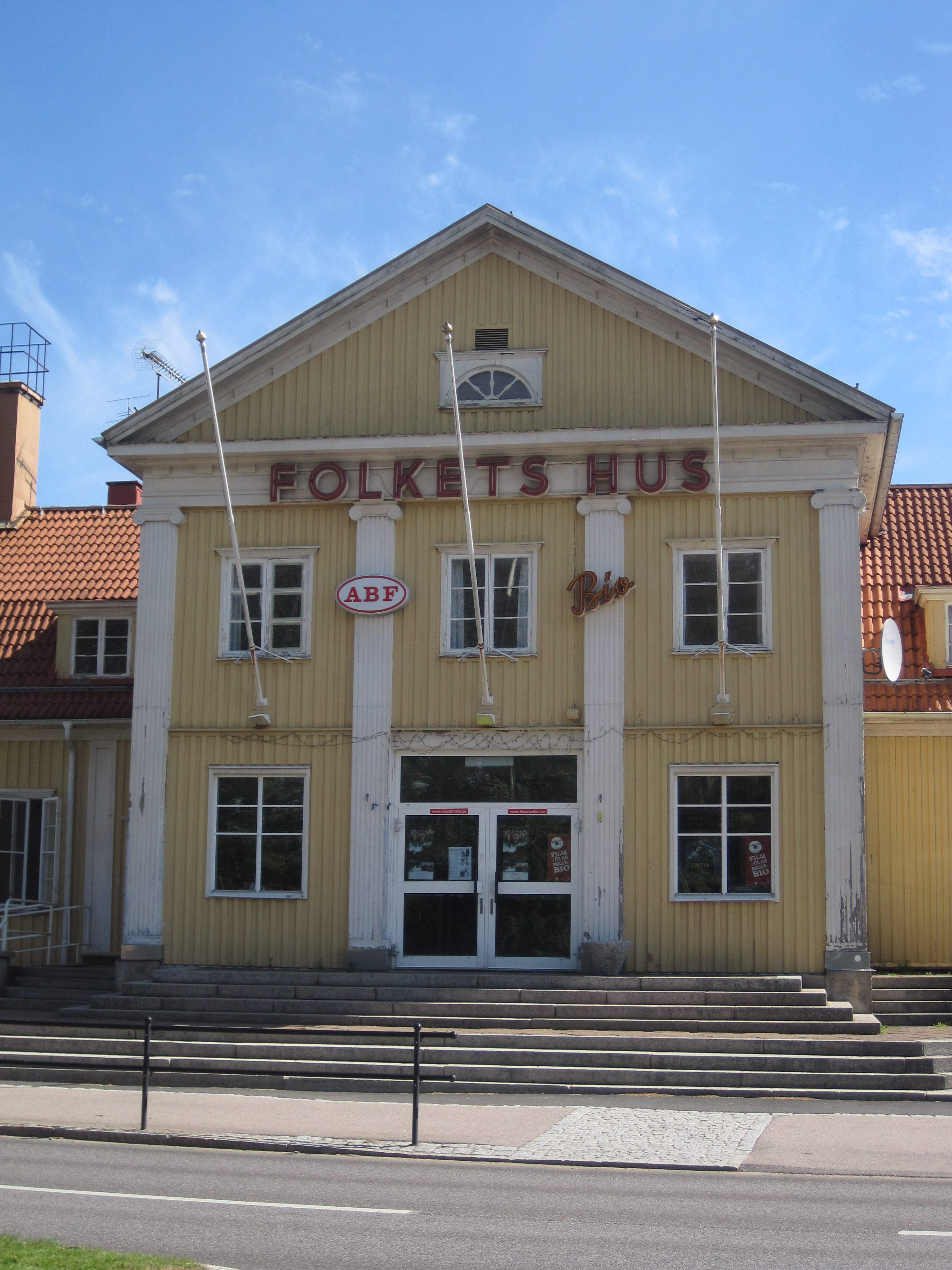
Folkets hus i Lessebo